# Nabil Ghilas
Nabil Ghilas (Marseille, 20 april 1990) is een Algerijns-Frans voetballer die bij voorkeur als aanvaller speelt. Hij verruilde in 2013 Moreirense voor FC Porto. In 2013 debuteerde hij in het Algerijns voetbalelftal.

## Clubcarrière
Ghilas' carrière begon in de Franse amateurreeksen bij Cassis Carnoux. In 2010 trok hij transfervrij naar Moreirense, dat hem meteen voor één seizoen verhuurde aan FC Vizela, dan uitkomend op het derde niveau in Portugal. Daar maakte hij acht doelpunten in 26 wedstrijden. In juli 2011 keerde hij terug bij Moreirense. In totaal maakte hij 15 doelpunten in 46 competitiewedstrijden voor de club. Op 8 juli 2013 tekende hij een vierjarig contract bij FC Porto, dat een bedrag van drie miljoen euro betaalde voor de Algerijnse aanvaller. In het seizoen 2013/14 speelde Gilas zestien duels in de Primeira Liga. Ook was hij met Porto actief in de UEFA Champions League, waar de latere finalist Atlético Madrid hem uit het toernooi voetbalde. In het seizoen 2014/15 werd hij verhuurd aan Córdoba CF, waarmee hij laatste werd in de Primera División. In het seizoen 2015/16 volgde een verhuur aan Levante UD, de nummer veertien van de Primera División in het voorgaande seizoen.

## Interlandcarrière
Ghilas werd geboren in het Franse Marseille, maar speelt net als zijn zes jaar oudere broer Kamel (negentien interlands) voor Algerije. In maart 2013 werd hij voor het eerst opgeroepen voor een WK-kwalificatiewedstrijd tegen Benin, maar hij kwam niet in actie. In juni 2013 debuteerde hij uiteindelijk voor Algerije. Dezelfde maand nog maakte hij zijn eerste interlanddoelpunt tegen Benin. Op 2 juni 2014 werd hij opgenomen in de selectie voor het wereldkampioenschap in Brazilië door bondscoach Vahid Halilhodžić. Clubgenoten Diego Reyes en Héctor Herrera (Mexico), Juan Fernando Quintero en Jackson Martínez (Colombia), Jorge Fucile (Uruguay), Eliaquim Mangala (Frankrijk), Silvestre Varela (Portugal) en Steven Defour (België) waren tevens actief op het toernooi.

## Erelijst
| Supertaça Cândido de Oliveira | 1x | 2013 |